# Miss Brasil CNB 2022
Miss Brasil CNB 2022, foi a 32.ª edição de um concurso de beleza feminino específico para a eleição da representante brasileira ao Miss Mundo, bem como foi o 62.º ano de participação do Brasil no certame. O evento teve a participação de cerca de trinta e seis (36) aspirantes ao título, que pertencia a brasiliense eleita Miss Brasil CNB 2021 Caroline Teixeira. O evento prima pelas causas sociais e teve seu ápice no dia 4 de agosto direto do Teatro da CAESB, em Águas Claras, Distrito Federal.

## Histórico

### Trívia
- Cinco Estados brasileiros não estiveram representados no concurso deste ano: Acre, Amapá, Roraima, Sergipe e Tocantins.
  - Curiosamente, 4 são da região Norte do País; essa região só esteve representada pelos estados do Amazonas, Pará e Rondônia.
  - O Distrito Federal do Brasil é representado pela faixa "Brasília" este ano.
- É a primeira vez desde 2015 que o concurso teve menos do que 40 candidatas inscritas.
  - A última candidata a ser anunciada foi a representante do Alagoas (Carolina Borsatto) em 1 de junho de 2022.
  - Já a primeira com inscrição validada para a disputa foi a representante de Santa Catarina (Lara Mateus), eleita em 26 de fevereiro de 2021.
- É a segunda vez consecutiva que o evento é realizado em Brasília; e a terceira vez na história (1990 e 2021).
- As paulistas dominam o concurso deste ano: 6 são naturais do Estado.
- Quatro candidatas já disputaram o título antes: Carolina Borsatto (Alagoas), Giovanna Coltro (Baixada Santista), Carolina Costa (Pará) e Tainá Laydner (Rio G. do Sul).
- Novamente uma mulher trans disputa a coroa, este ano com a representante do Agreste Pernambucano (Alice Ridenn).
  - O certame já havia sido o primeiro a ter uma candidata transexual disputando o título, no ano anterior com Rayka Vieira.
- Duas candidatas estaduais não são nascidas nos Estados que representaram: 
  - Gabrielle Araújo (Espírito Santo) nasceu em Ibirité, Minas Gerais;
  - Vitória Rodrigues (Paraíba) nasceu em Natal, Rio Grande do Norte;

### Desistências
- Costa Verde & Mar - Sarah Lemonie [2][3]
- Pampa Gaúcho - Fernanda Craz [4]

## Resultados

### Colocações
| Posição                                                 | Representação e Candidata |
| ------------------------------------------------------- | --- |
| Vencedora                                               | - Amazonas - Letícia Frota |
| 1.ª Princesa                                            | - Espírito Santo - Gabrielle Araújo |
| 2.ª Princesa                                            | - São Paulo - Ana Manginelli |
| 3.ª Princesa                                            | - Recôncavo Baiano - Isabella Gregorutti |
| 4.ª Princesa                                            | - Rio Grande do Norte - Thuany Medeiros |
| Finalistas (Em ordem de classificação final)            | - Pará - Maria Carolina Costa - Maranhão - Danielly Martins - Mato Grosso do Sul - Hemilly Duarte |
| Top 15 Semifinalistas (Em ordem de classificação final) | - Rio Grande do Sul - Tainá Laydner - Santa Catarina - Lara Mateus - Pernambuco - Luana Ferreira - Região do ABCD - Kauany Izi - Brasília - Gabriella Soares - Baixada Santista - Giovanna Coltro - Alagoas - Carolina Borsatto |
| Top 20 Semifinalistas (Em ordem de classificação final) | - Paraná - Marcela Germano - Bahia - Rebeca Brasil - Ceará - Dominique Neves - Minas Gerais - Karina Almeida - Plano Piloto - Marina Netto                                                                                      |

### Prêmios Especiais
Designados às candidatas durante a noite final televisionada:
| Posição             | Representação e Candidata                    |
| ------------------- | -------------------------------------------- |
| Miss Simpatia       | - Pantanal Mato-grossense - Vitória Corvalan |
| Miss Fotogenia      | - Rondônia - Ingredy Lopes                   |
| Miss Revelação      | - Recôncavo Baiano - Isabella Gregorutti     |
| Miss Personalidade  | - Baixada Santista - Giovanna Coltro         |
| Top Model           | - Bahia - Rebeca Brasil                      |
| Melhor Sorriso      | - Recôncavo Baiano - Isabella Gregorutti     |
| O Mais Belo Vestido | - Mato Grosso do Sul - Hemilly Duarte        |
| Miss Multimídia     | - Rio Grande do Sul - Tainá Laydner          |

### Ordem dos anúncios
| 1. Ceará 2. Plano Piloto 3. Santa Catarina 4. Alagoas 5. Maranhão 6. Rio Grande do Norte 7. Paraná 8. Pará 9. Minas Gerais 10. Região ABCD 11. Amazonas 12. São Paulo 13. Baixada Santista 14. Brasília 15. Bahia 16. Mato Grosso do Sul 17. Pernambuco 18. Recôncavo Baiano 19. Espírito Santo 20. Rio Grande do Sul | 1. Santa Catarina 2. Pará 3. Brasília 4. Amazonas 5. Espírito Santo 6. Rio Grande do Sul 7. Mato Grosso do Sul 8. São Paulo 9. Alagoas 10. Região ABCD 11. Recôncavo Baiano 12. Pernambuco 13. Rio Grande do Norte 14. Baixada Santista 15. Maranhão | 1. Maranhão 2. São Paulo 3. Mato Grosso do Sul 4. Espírito Santo 5. Pará 6. Rio Grande do Norte 7. Recôncavo Baiano 8. Amazonas |  |

## Outros Prêmios

### Rainhas Regionais
As melhores candidatas colocados por região do País:
| Região       | Estado e Candidata                       |
| ------------ | ---------------------------------------- |
| Centro-Oeste | - Mato Grosso do Sul - Hemilly Duarte    |
| Nordeste     | - Recôncavo Baiano - Isabella Gregorutti |
| Norte        | - Pará - Maria Carolina Costa            |
| Sudeste      | - Espírito Santo - Gabrielle Araújo      |
| Sul          | - Rio Grande do Sul - Tainá Laydner      |

## Jurados

### Final
Ajudaram a eleger a vencedora:
| 1. Mirela Piazzi, neuropsicóloga e aromaterapeuta; 2. Marina Fontes, diretora do CNB e chef de cozinha; 3. Naraiel Ferrari, engenheiro e Mister Rondônia CNB 2022; 4. Fernanda Demichelli, jornalista e relações públicas da dōTERRA; 5. Fábio Luís de Paula, jornalista e colunista da Folha de S.Paulo; 6. Katarina Wagner, coordenadora de projetos sociais da dōTERRA; 7. João Ricardo Camilo Dias, do Voy Miss Brazil on Board; 8. Ceres Sessim Ribeiro, Miss Rio Grande do Sul 1989; | 1. Caroline Teixeira, Miss Brasil CNB 2021; 2. Janaína Dias Flores, empresária e designer floral; 3. Vanja Andréa Santos, presidente da "União Brasileira de Mulheres"; 4. Drª Cieila Machado, cirurgiã-dentista da clínica "La Renovence"; 5. Arthur Custódio, coordenador nacional do "MORHAN"; 6. Guilherme Werner, Mister Brasil CNB 2022; 7. Paulo Filho, preparador de misses; 8. Roberto Macêdo, jornalista; |

## Provas com Classificação Automática

### Classificação Automática ao Top 08
Dentre os três melhores projetos, a vencedora garantiu uma vaga ao Top 08:
| Posição         | Representação e Candidata     |
| --------------- | ----------------------------- |
| Beleza Pelo Bem | - Maranhão - Danielly Martins |

### Classificação Automática ao Top 20
As candidatas vitoriosas destas etapas garantiram uma vaga ao Top 20:

#### Beleza Pelo Bem
Excepcionalmente nesta etapa, as 3 com melhores projetos se classificam ao Top 20:
| Posição               | Representação e Candidata |
| --------------------- | --- |
| Finalistas            | - Alagoas - Carolina Borsatto - Maranhão - Danielly Martins - Santa Catarina - Lara Mateus |
| Top 12 Semifinalistas | - Agreste Pernambucano - Alice Ridenn - Baixada Santista - Giovanna Coltro - Ceará - Dominique Neves - Espírito Santo - Gabrielle Araújo - Grande São Paulo - Bruna Brito - Pará - Maria Carolina Costa - Piauí - Bárbara Veras - Rio Grande do Sul - Tainá Laydner - São Paulo - Ana Manginelli |

#### Melhor Traje Típico
| Posição               | Representação e Candidata |
| --------------------- | --- |
| 1                     | - Santa Catarina - Lara Mateus |
| 2                     | - Pará - Maria Carolina Costa |
| 3                     | - Ceará - Dominique Neves |
| Finalistas            | - Alagoas - Carolina Borsatto - Mato Grosso do Sul - Hemilly Duarte - Recôncavo Baiano - Isabella Gregorutti                                                                                  |
| Top 12 Semifinalistas | - Brasília - Gabriella Soares - Ipiranga - Beatriz Soares - Minas Gerais - Karina Almeida - Pernambuco - Luana Ferreira - Plano Piloto - Marina Netto - Rio Grande do Norte - Thuany Medeiros |

#### Miss Popularidade
| Posição | Representação e Candidata   |
| ------- | --------------------------- |
| 1       | Plano Piloto - Marina Netto |

#### Desafio Comercial dōTERRA
| Posição | Representação e Candidata |
| ------- | ------------------------- |
| 1       | - Ceará - Dominique Neves |

#### Desafio Clínica La Renovence
| Posição | Representação e Candidata     |
| ------- | ----------------------------- |
| 1       | - Plano Piloto - Marina Netto |

#### Miss Talento
| Posição              | Representação e Candidata |
| -------------------- | --- |
| 1                    | - Alagoas - Carolina Borsatto |
| 2                    | - Plano Piloto - Marina Netto |
| 3                    | - Paraná - Marcela Germano |
| Finalistas           | - Pará - Maria Carolina Costa - Santa Catarina - Lara Mateus |
| Top 14 Classificadas | - Ceará - Dominique Neves - Estrada Real - Hellena da Fonsêca - Goiás - Verônica Abreu - Grande São Paulo - Bruna Brito - Maranhão - Danielly Martins - Mato Grosso - Ana Flávia Reis - Pantanal Mato-grossense - Vitória Corvalan - Paraíba - Vitória Rodrigues - Rio Grande do Sul - Tainá Laydner |

## Candidatas
As candidatas ao título deste ano:

### Estaduais
| - Alagoas - Carolina Borsatto - Amazonas - Letícia Frota - Bahia - Rebeca Brasil - Brasília - Gabriella Soares - Ceará - Dominique Neves - Espírito Santo - Gabrielle Araújo - Goiás - Verônica Abreu - Maranhão - Danielly Martins - Mato Grosso - Ana Flávia Reis - Mato Grosso do Sul - Hemilly Duarte - Minas Gerais - Karina Almeida | - Pará - Maria Carolina Costa - Paraíba - Vitória Rodrigues - Paraná - Marcela Germano - Pernambuco - Luana Ferreira - Piauí - Bárbara Veras - Rio de Janeiro - Diana Fidalgo - Rio Grande do Norte - Thuany Medeiros - Rio Grande do Sul - Tainá Laydner - Rondônia - Ingredy Lopes - Santa Catarina - Lara Mateus - São Paulo - Ana Manginelli |

### Outras Representações
| - Agreste Pernambucano - Alice Ridenn - Baixada Santista - Giovanna Coltro - Centro Goiano - Laura Thereza de Araújo - Estrada Real - Hellena da Fonsêca - Grande São Paulo - Bruna Brito - Guanabara - Sunamita Rubim - Ilhas do Araguaia - Iara Kintschev | - Ipiranga - Beatriz Soares - Pantanal Mato-grossense - Vitória Corvalan - Planalto Central - Amanda Teles - Plano Piloto - Marina Netto - Recôncavo Baiano - Isabella Gregorutti - Região Centro Paulista - Gabriela Souza - Região do ABCD - Kauany Izi |

## Candidatas em Outros Concursos
| Miss Brasília CNB - 2022: Planalto Central - Amanda Teles (Top 08) - (Representando a região administrativa de Arniqueira) - 2022: Plano Piloto - Marina Netto (4.º. Lugar) - (Representando a região administrativa de Sudoeste/Octogonal) Miss Goiás CNB - 2021: Centro Goiano - Laura Thereza (2.º. Lugar) - (Representando o município de Campo Limpo de Goiás) Miss Mato Grosso CNB - 2022: Pantanal Mato-grossense - Vitória Corvalan (2.º. Lugar) - (Representando o município de Primavera do Leste) - 2022: Ilhas do Araguaia - Iara Kintschev - (Representando o município de Sinop) Miss Minas Gerais CNB - 2022: Espírito Santo - Gabrielle Araújo (3.º. Lugar) - (Representando o município de Ibirité) Miss Paraná BE Emotion - 2017: Paraná - Marcela Germano (Top 16) - (Representando o município de Quatro Barras) Miss Paraná Latina - 2020: Paraná - Marcela Germano (3.º. Lugar) - (Representando o município de Curitiba) Miss Piauí CNB - 2021: Piauí - Bárbara Veras (3.º. Lugar) - (Sem representação específica. Casting online) | Miss Rio Grande do Sul CNB - 2018: Rio Grande do Sul - Tainá Laydner (2.º. Lugar - Miss Ilha da Pintada 2018) - (Representando o município de Marcelino Ramos, recebeu o prêmio "Melhor Entrevista", se classificou como 2.ª melhor projeto social "Beleza pelo Bem" e foi coroada Miss Ilha da Pintada CNB 2018) \| Nacionais Miss Mundo Brasil - 2018: Rio Grande do Sul - Tainá Laydner (16.º. Lugar) [36] - (Representando a Ilha da Pintada em Angra dos Reis, RJ) - 2019: Baixada Santista - Giovanna Coltro - (Representando Bem Viver Paulista em Bento Gonçalves, RS) - 2021: Alagoas - Carolina Borsatto (13.º. Lugar) - (Representando o Alagoas em Brasília, DF) - 2021: Pará - Maria Carolina Costa (8.º. Lugar) [37] - (Representando o Pará em Brasília, DF) Miss Beleza T Brasil - 2021: Agreste Pernambucano - Alice Ridenn (2.º. Lugar) - (Representando o Estado de Pernambuco) Internacionais Miss Eco International - 2019: Rio Grande do Sul - Tainá Laydner (Miss Eco Latin America 2019 e 2.º lugar na categoria Miss Elegância) - (Representando o Brasil no Egito) \| |
| Miss Mundo Brasil - 2018: Rio Grande do Sul - Tainá Laydner (16.º. Lugar) - (Representando a Ilha da Pintada em Angra dos Reis, RJ) - 2019: Baixada Santista - Giovanna Coltro - (Representando Bem Viver Paulista em Bento Gonçalves, RS) - 2021: Alagoas - Carolina Borsatto (13.º. Lugar) - (Representando o Alagoas em Brasília, DF) - 2021: Pará - Maria Carolina Costa (8.º. Lugar) - (Representando o Pará em Brasília, DF) Miss Beleza T Brasil - 2021: Agreste Pernambucano - Alice Ridenn (2.º. Lugar) - (Representando o Estado de Pernambuco) Miss Eco International - 2019: Rio Grande do Sul - Tainá Laydner (Miss Eco Latin America 2019 e 2.º lugar na categoria Miss Elegância) - (Representando o Brasil no Egito) | |

## Designações
Legenda
      A representante do Brasil venceu a disputa.
       A representante do Brasil parou na 2.ª colocação.
       A representante do Brasil parou na 3.ª colocação.

### 2022
Candidatas designadas para representar o Brasil em concursos internacionais à convite da organização:
| Candidata (Posição no nacional)     | Concurso internacional (local da final)                   | Posição na disputa internacional |
| ----------------------------------- | --------------------------------------------------------- | -------------------------------- |
| Isabella Menin (1.º. Lugar) 1       | Miss Grand International 2022 (Java Ocidental, Indonésia) | Vencedora                        |
| Giovanna Reis (1.º. Lugar) 2        | Miss Supranational 2022 (Nowy Sącz, Polônia)              | Top 24                           |
| Larissa Barros (4.º. Lugar em 2021) | Miss Continentes Unidos 2022 (Portoviejo, Equador)        | Top 10                           |
| Maria Eduarda Valotto (Convidada) 3 | Reinado Internacional del Café 2022 (Manizales, Colômbia) | 2.ª Colocada                     |
| Bianca Fernandes (Convidada) 4      | Miss Teen Mundial 2022 (San Salvador, El Salvador)        | Miss Fotogenia                   |

1 Isabella Menin foi eleita em um concurso separado intitulado "Miss Grand Brasil 2022".

2 Giovanna Reis foi eleita em um concurso separado intitulado "Miss Brasil Supranational 2022".

3 Maria Eduarda Valotto foi a primeira "Miss Brasil CNB Teen", em 2019.

4 Bianca Fernandes foi convidada pelo CNB para disputar o título teen internacional.

### 2023
Candidatas designadas para representar o Brasil em concursos internacionais à convite da organização:
| Candidata (Posição no nacional)              | Concurso internacional (local da final)                           | Posição na disputa internacional |
| -------------------------------------------- | ----------------------------------------------------------------- | -------------------------------- |
| Letícia Frota (1.º. Lugar em 2022)           | Miss World 2023 (Dubai, Emirados Árabes Unidos)                   | 14 de dezembro de 2023           |
| Sancler Frantz (1.º. Lugar em 2013)          | Miss Supranational 2023 (Nowy Sącz, Polônia)                      | 3.ª Colocada                     |
| Adriana Yanca (1.º. Lugar) 1                 | Miss Grand International 2023 (Ho Chi Minh, Vietnã)               | 25 de outubro de 2023            |
| Cinthya Moura (2.º. Lugar) 2                 | Reina Hispanoamericana 2023 (Santa Cruz de la Sierra, Bolívia)    | 19 de novembro de 2023           |
| Gabrielle Araújo (2.º. Lugar em 2022)        | Reinado Internacional del Café 2023 (Manizales, Colômbia)         | Não obteve classificação         |
| Jéssica Lírio (4.º. Lugar em 2019)           | Universal Woman 2023 (Dubai, Emirados Árabes)                     | 3.ª Colocada                     |
| Júlia Castro (5.º. Lugar) 3                  | Miss Continentes Unidos 2023 (Guaiaquil, Equador)                 | 2.º Semestre de 2023             |
| Guilhermina Montarroyos (6.º. Lugar em 2021) | Reina Hispanoamericana 2022 (Santa Cruz, Bolívia)                 | 3.ª Colocada                     |
| Maíza Santa Rita (Top 10 em 2019)            | Reinado Internacional de la Ganadería 2023 (Montería, Colômbia)   | Não obteve classificação         |
| Larissa Han (11.º. Lugar em 2021) 4          | Miss Charm International 2023 (Cidade de Ho Chi Minh, Vietnã)     | Top 20                           |
| Luma Russo (Convidada) 5                     | Miss Charm International 2023 (Cidade de Ho Chi Minh, Vietnã)     | Vencedora                        |
| Jéssica Caroline (Convidada) 6               | Nuestra Latinoamericana Universal 2023 (Cidade do México, México) | 1.º Semestre de 2023             |
| Anny Victória (Convidada) 7                  | Miss Teen Mundial 2023 (Willemstad, Curaçau)                      | 2.º Semestre de 2023             |

1 Adriana Yanca foi eleita em um concurso separado chamado Miss Grand Brasil 2023.

2 Cinthya Moura ficou em segundo lugar em um concurso separado chamado Miss Grand Brasil 2023.

3 Júlia Castro ficou em quinto lugar em um concurso separado chamado Miss Grand Brasil 2023.

4 Larissa Han foi escolhida pela organização do concurso internacional para representar a Coreia do Sul.

5 Luma Russo foi convidada para ocupar a vaga de Ariely Stoczyński. Ela ficou em 3.º lugar no "Miss Brasil Supranational 2021".

6 Jéssica Caroline foi a 5.ª colocada no "Miss Brasil Supranational 2021" representando São Paulo.

7 Anny Victória venceu o concurso "Miss Brasil CNB Teen 2023" realizado 100% de forma virtual.

### 2024
Candidatas designadas para representar o Brasil em concursos internacionais à convite da organização:
| Candidata (Posição no nacional) | Concurso internacional (local da final)                   | Posição na disputa internacional |
| ------------------------------- | --------------------------------------------------------- | -------------------------------- |
| Luciana Gomes (3.º. Lugar) 1    | Reinado Internacional del Café 2024 (Manizales, Colômbia) | TBD                              |

1 Luciana Gomes ficou em terceiro lugar em um concurso separado chamado Miss Grand Brasil.